# Ritratto di Ludovico Madruzzo

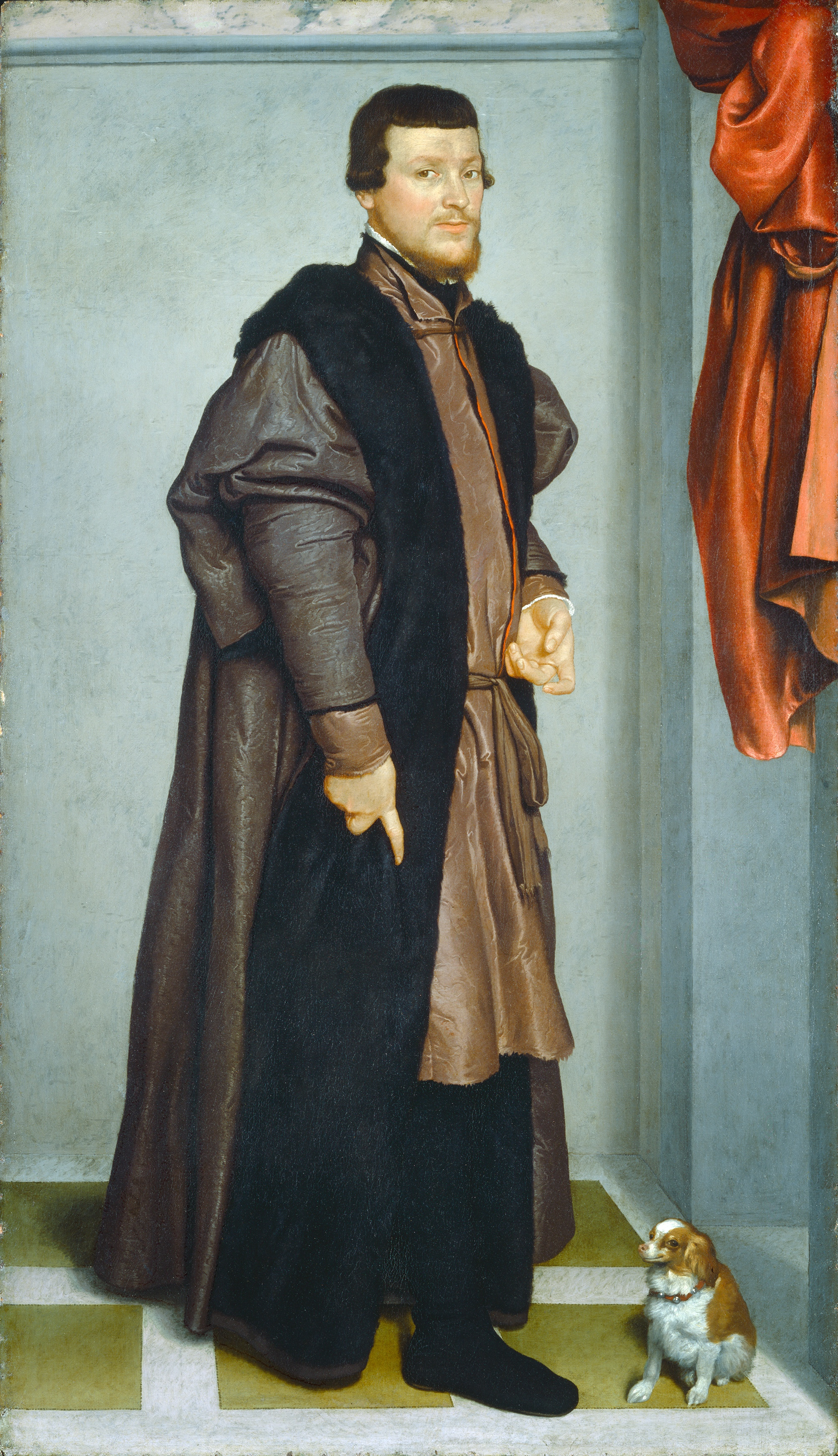
Gian Federico Madruzzo

Il ritratto di Ludovico Madruzzo  conservato presso il Art Institute di Chicago e il ritratto di Gian Federico Madruzzo suo fratello conservato presso il National Gallery of Art di Washington sono due pitture a olio su tela realizzate da Giovan Battista Moroni.

## Storia
I due fratelli Madruzzo erano nipoti di Cristoforo Madruzzo organizzatore del Concilio di Trento, figli del fratello Niccolò. Le due tele furono conservate con il ritratto dello zio eseguito dal Tiziano ed esposte nel salone del Castello del Buonconsiglio fino al 1658-1659 come dall'inventario dell'Oberziner del 19 dicembre 1658. Le tele furono alienate dalla marchesa Carlotta di Lénoncourt, figlia di Gian Federico trasferitasi a Nancy per pagare i debiti degli eredi Madruzzo. Probabilmente i ritratti divennero di proprietà della famiglia Roccabruna fino alla fine del XVII secolo con altri dipinti.
I beni della famiglia passarono ai Gaudenti della Torre e successivamente a Isidoro Salvadori, è qui che risultano presenti tre quadri del Tiziano, e successivamente del Moretto, solo alla fine del XIX secolo fu definitivamente indicato come autore dei due ritratti il Moroni, confermando quello raffigurante Cristoforo Mandruzzo, la sola opera di Tiziano.. Nel 1888 le due tele furono oggetto d'interesse per il Louvre, per essere poi acquistati nel 1906 da un collezionista americano, James Stilliman, che li mantenne nella sua casa parigina, concedendo il permesso di esporli nella Galleria Trotti & C. nel 1909, e l'anno successivo insieme al ritratto dello zio Cristoforo del Tiziano nella casa del collezionista. Negli anni dal 1921 al 1926 lo Stilliman li concesse in prestito al Metropolitan Museum di New York..
I due ritratti furono eseguiti in concomitanza con quello del Tiziano, avendo le medesime dimensioni, in data approssimativa che potrebbe decorrere dal 1542 al 1552 e sicuramente prima che Ludovico Mandrozzo ricevesse l'ordinazione cardinalizia e non successiva all'esecuzione del Ritratto di gentiluomo sempre del pittore albinese, bisogna considerare che il Moroni era presente a Trento nel 1551 e 1552 per la realizzazione della Madonna con Gesù Bambino in gloria, i quattro dottori della Chiesa e san Giovanni Evangelista.

## Descrizione
Le tele raffigurano i due fratelli nella medesima posizione. Il ritratto di Ludovico, che a ventinove anni aveva ricevuto il titolo cardinalizio, lo raffigura in abiti civili. Se lo sfondo grigio porterebbe alle pitture del Moretto, maestro del Moroni, questa raffigurazione prende una forma che sarà unica del Moroni, quella che caratterizzerà le sue opere ritrattistiche. La realisticità dei due ritratti e dell'ambiente con la pavimentazione a riquadri regolari, ha orientamento lombardo-veneta con l'avvicinamento a opere nordiche. I due ritratti però si differenziano da quelle che saranno le sue opere successive, per l'asciuttezza da sembrare quasi ritagliati nei contorni, il cui effetto fu accentuato dalle puliture delle opere che hanno asportato materiale pittorico e a un antico modo di raffigurare lontano da quello che era presente in ambito veneto con il Tiziano.
I soggetti sono raffigurati a misura intera per poter essere collocati a completamento del dipinto del Tiziano e come era d'uso nella pittura tedesca di corte. Il Moroni riesce però a dare una spiccata rilevanza artistica raffigurando la ricchezza nei tessuti con la lucentezza del raso e del velluto, sicuramente risultato di una ricerca e di una esperienza che porterà l'artista a diventare uno dei migliori ritrattisti del XVI secolo.